# William Robinson (Maler)
William Francis Robinson (* 16. April 1936 in Brisbane) ist ein australischer Maler, Lithograf und Kunstpädagoge.

## Leben und Wirken
William Robinson besuchte Grundschulen in den Stadtteilen Fairfield und Annerley von Brisbane und anschließend die Brisbane State High School. 1953 begann er eine Ausbildung als Grundschullehrer und absolvierte ab 1955 mit einem Zwei-Jahres-Stipendium eine Kunstlehrer-Ausbildung. 1957 begann er als Kunstlehrer zu arbeiten und studierte nebenbei zur Erlangung des Diploms.
1958 heiratete er Shirley Rees, mit der er sechs Kinder hatte.
1962 legte er das Diplom als Kunstlehrer und für Malerei und Grafik ab. 1963 bis 1969 war er Kunstdozent an Kedron Park Teachers College. Im Jahr 1967 hatte er seine erste Einzelausstellung in Design Arts Centre in Brisbane. Von 1970 bis 1975 lehrte er als Senior Lecturer für Kunst am Kelvin Grove Teachers College. 1971 besuchte er in Sydney eine Ausstellung von Pierre Bonnard, die einen starken Einfluss auf seine späteren Arbeiten hatte, insbesondere sein Interesse für Landschaftsmalerei. 1975 lehrte er sechs Monate am Darling Downs Institute of Advanced Education in Toowoomba. Von 1976 bis 1981 arbeitete er am North Brisbane College of Advanced Education. 1977 stellte er Arbeiten in der Ray Hughes Gallery Brisbane aus. Das Thema des Landlebens wurde zum Hauptthema seiner weiteren Arbeit. 1982 bis 1989 war er Senior Lecturer am Brisbane College of Advanced Education. 
1984 siedelte er auf eine Farm bei Beechmont im Hinterland der Gold Coast in Queensland über. Dort begann er mit Arbeiten zu Landschaften des subtropischen Regenwaldes.
1987 erhielt er den Archibald Prize für Porträtmalerei. 1989 beendete er seine Lehrtätigkeit und begann hauptberuflich als Künstler zu arbeiten. 1990 erhielt er den Wynne Prize für Landschaftsmalerei. Er begann mit der Herstellung von Lithografien. Auslandsreisen nach Europa führten ihn nach Griechenland, Großbritannien, Frankreich und Italien.
Ab 1991 wurde seine Arbeit nach dem Verlust von zwei seiner Kinder mehr und mehr introspektiv und nachdenklich. 1992 begann er mit Arbeiten an seiner „Mountain-Serie“, die er als seine besten Werke ansieht.
1994 siedelte er in die Nähe von Kingscliff in New South Wales über und erwarb ein Studio im Regenwald von Springbrook. 
1995 erhielt er zum zweiten Mal den Archibald Prize und reiste nach Paris, wo er im Atelier von Hervé Bordas Lithographien anfertigte. Im Jahr 1996 erhielt er zum zweiten Mal den Wynne Prize. 1998 erhielt er die Ehrendoktorwürde der Queensland University of Technology. Er hatte mehrere Ausstellungen unter anderem in Brisbane, Melbourne und Sydney. In der Queensland Art Gallery wurde 2001 eine Ausstellung seines Gesamtwerkes gezeigt. 2005 siedelt er in die Nähe von Byron Bay über.
2007 wurde er Officer des Order of Australia (AO).
Im Jahr 2009 wurde an der Queensland University of Technology die „William Robinson Gallery“ eröffnet. Im selben Jahr drehte die australische Filmemacherin Catherine Hunter den Dokumentarfilm Wiliam Robinson. A painter’s journey. 2011 wurde anlässlich des 75. Geburtstages von der William Robinson Gallery und dem Kunstmuseum der Queensland University of Technology eine Ausstellung mit dem Gesamtwerk von William Robinson gezeigt.

## Auszeichnungen und Ehrungen
- 1987: Archibald Prize für Porträtmalerei
- 1990: Wynne Prize für Landschaftsmalerei
- 1995: Archibald Prize
- 1996: Wynne-Prize
- 1998: Ehrendoktorwürde der Queensland University of Technology
- 2007: Officer des Order of Australia (AO)
- 2009: Eröffnung der „William Robinson Gallery“ an der Queensland University of Technology

## Werke
- Nimbin Rocks in Fog, Öl auf Leinwand, 137,5 × 183 cm, 1996[2]